# Qinbei
Qinbei (chinesisch 钦北区, Pinyin Qīnběi Qū; Zhuang Ginhbwz Gih) ist ein chinesischer Stadtbezirk der bezirksfreien Stadt Qinzhou des Autonomen Gebietes Guangxi der Zhuang-Nationalität im Süden der Volksrepublik China. Er hat eine Fläche von 2.240 km² und zählt 718.100 Einwohner (Stand: Ende 2018).

## Administrative Gliederung
Auf Gemeindeebene setzt sich der Stadtbezirk aus elf Großgemeinden zusammen. 